# Píoquinto Soto
José Píoquinto Soto Villanueva (Dolores Hidalgo, 15 luglio 1915 – Città del Messico, 5 giugno 1982) è stato un cestista messicano.

## Carriera
Con il Messico ha disputato una edizione dei Giochi olimpici (1952), oltre ai Giochi panamericani 1951.